# Johnsonella
Johnsonella è un genere di batterio appartenente alla famiglia delle Lachnospiraceae.